# Cornelio Fabro
Pour les articles homonymes, voir Fabro (homonymie).
Cornelio Fabro, né le  24 août 1911 à Talmassons et mort le 4 mai 1995 à Rome, est un prêtre catholique italien, professeur de philosophie et auteur d'ouvrages sur le néo-thomisme.

## Biographie
Il naît à Flumignano, village dépendant de la commune de Talmassons à dix-huit kilomètres d'Udine. De santé fragile, il reçoit sa première instruction de son frère aîné à la maison. Il entre à l'âge de onze ans comme aspirant au petit séminaire de Vérone des prêtres de la congrégation des Stigmates, fondée par le bienheureux Gaspard Bertoni (1777-1853). En novembre 1927, il entre au noviciat et prononce ses vœux le 2 novembre 1928. En 1931, il est lauréat en philosophie de l'université pontificale du Latran cum lode (avec les lauriers et l'assignation d'un prix spécial). Sa thèse s'intitule  L’oggettività del principio di causa e la critica di David Hume. En 1935, il reçoit l'ordination sacerdotale avec dispense d'âge. En 1938, il est docteur en théologie de l'Angelicum, sa thèse s'intitulant La nozione metafisica di partecipazione secondo San Tommaso. Il enseigne dans les universités pontificales de Rome, et en plus à partir de 1949 à l'université de Rome.
En 1965, il est nommé professeur ordinaire de philosophie de l'université de Pérouse.
Il vivait modestement dans la paroisse romaine de Santa Croce al Flaminio dédié à la rédaction de ses ouvrages et à la préparation de ses cours, ainsi qu'à son travail paroissial.

## Œuvres
- La nozione metafisica di partecipazione secondo S. Tommaso d'Aquino, S.E.I., Torino, 1939;
- Percezione e pensiero, Vita e Pensiero, Milano, 1941
- La fenomenologia della percezione, Vita e Pensiero, Milano, 1941
- Introduzione all'esistenzialismo, Vita e Pensiero, Milano, 1943
- Problemi dell'esistenzialismo, A.V.E., Roma, 1945
- Tra Kierkegaard e Marx: per una definizione dell'esistenza, Vallecchi, Firenze, 1952
- L'assoluto nell'esistenzialismo, Miano-Catania, 1953
- Dio: introduzione al problema teologico, Studium, Roma, 1953
- L'anima, Studium, Roma, 1955
- Dall'essere all'esistente, Morcelliana, Brescia, 1957
- Breve introduzione al Tomismo, Desclée, Roma, 1960
- Partecipazione e causalità secondo S. Tommaso D'Aquino, S.E.I., Torino, 1960;
- Introduzione all'ateismo moderno, Studium, Roma, 1964;
- L'uomo e il rischio di Dio, Studium, Roma, 1967
- Esegesi tomistica, Pontificia Università Lateranense, Roma, 1969
- Tomismo e pensiero moderno, Pontificia Università Lateranense, Roma, 1969
- Karl Rahner e l'ermeneutica tomistica, Divus Thomas, Piacenza, 1972
- L'avventura della teologia progressista, Rusconi, Milano, 1974
- La svolta antropologica di Karl Rahner, Rusconi, Milano, 1974
- Ludwig Feuerbach: l'essenza del cristianesimo, Japadre, L'Aquila, 1977
- La preghiera nel pensiero moderno, Edizioni di Storia e Letteratura, Roma, 1979
- La trappola del compromesso storico: da Togliatti a Berlinguer, Logos, Roma, 1979
- L'inaccettabilità del compromesso storico, Quadrivium, Genova, 1980
- L'alienazione dell'Occidente: osservazioni sul pensiero di Emanuele Severino, Quadrivium, Genova, 1981
- Introduzione a San Tommaso, Ares, Milano, 1983
- Riflessioni sulla libertà, Maggioli, Rimini, 1983
- L'enigma Rosmini, Edizioni Scientifiche Italiane, Napoli, 1988
- Le prove dell'esistenza di Dio, La Scuola, Brescia, 1989
- L'odissea del nichilismo, Guida, Napoli, 1990
- Per un progetto di filosofia cristiana, D'Auria, Napoli, 1990